# Ляпунов Олексій Андрійович
Ляпуно́в Олексі́й Андрі́йович (25 вересня (8 жовтня) 1911–23 червня 1973) — радянський математик, член-кореспондент АН СРСР (1964). Автор праць із теорії множин, математичних питань кібернетики, математичної лінгвістики.
Під його керівництвом почалися перші в СРСР роботи з кібернетики. Наприкінці 1950-х років Ляпунов сформулював основні напрями розвитку кібернетики, з урахуванням яких протягом наступних десятиліть отримали розвиток загальні та математичні основи кібернетики, обчислювальних машин, програмування та інші напрями науки. Розробив математичну теорію керуючих (кібернетичних) систем. У 1954–1964 роках Ляпунов організовував і вів семінар з кібернетики в МДУ.
Ляпунов створив перші навчальні курси програмування і розробив операторний метод програмування. Заклав основи машинного перекладу і математичної лінгвістики, біологічної кібернетики і математичних методів у біології.
З 1958 року керував виходом збірника «Проблеми кібернетики», серії книжок «Кібернетика в монографіях», виданням російською зарубіжних робіт з цієї проблематики. Останні роки життя працював у Новосибірському Академмістечку, брав участь у становленні Новосибірського університету, викладав там кібернетику і математику.

## Біографія
Академіки математик О. М. Ляпунов, філолог-славіст Б. М. Ляпунов і фізіолог І. М. Сєченов доводились Олексію Андрійовичу близькими родичами: Ляпунови — двоюрідні брати діда О. А. Ляпунова — Миколи Васильовича Ляпунова. Зв'язки з Сєченовими не кровні.
У 1928 році Ляпунов вступив на фізико-математичний факультет Московського університету. Проте через рік він приймає рішення покинути університет з морально-етичних міркувань (різниця життєвих поглядів з прокомуністичним активом учнів) і перестає відвідувати заняття. Це призводить до того, що через півтора року він був відрахований за академічну неуспішність. Влаштовується на роботу до П. П. Лазарева в Інституту фізики і біофізики.
У 1931 році Олексій Ляпунов знайомиться з академіком Миколою Лузіним і з 1932 року стає його учнем. Під керівництвом Лузіна і за складеними ним програмами Олексій Андрійович отримав математичну освіту, а незабаром і перші результати в дескриптивній теорії множин. У цій галузі математики О. А. Ляпунов працював до кінця життя. Теорії множин і теорії функцій присвячені 62 роботи Олексія Андрійовича, включаючи монографію. Будучи учнем Лузіна, Олексій Андрійович зблизився зі старшими його учнями, відомими математиками Ніною Барі, Михайлом Лаврентьєвим, Д. Є. Меньшовим, Л. А. Люстерником, Андрієм Колмогоровим, Л. В. Келдиш, П. С. Новіковим.
З 1934 року до початку 1950-х років (з перервою) Ляпунов працював у Математичному інституті ім. В. А. Стеклова, де під керівництвом П. С. Новікова пройшла його докторантура.
Олексій Ляпунов — учасник Німецько-радянської війни, старший лейтенант, артилерист. Нагороджений орденом Червоної Зірки.
Коли академік Мстислав Келдиш організував в 1953 році у складі Математичного інституту АН СРСР Відділення прикладної математики (нині Інститут прикладної математики ім. М. В. Келдиша РАН, він запропонував Олексієві Ляпунову очолити в ньому роботи з програмування.
У 1955 році підписав «Лист трьохсот».
З 1961 року Ляпунов працював в Інституті математики Сибірського відділення АН СРСР, де фактично створив відділення кібернетики. У Новосибірську він також заснував кафедру теоретичної кібернетики Новосибірського університету і лабораторію кібернетики Інституту гідродинаміки СВ АН СРСР, якими керував до кінця свого життя.
У 1964 році Ляпунова обрали членом-кореспондентом АН СРСР по Відділенню математики.
Нагороджений орденом Леніна, іншими орденами СРСР і медалями. У 1996 році Олексію Ляпунову була присуджена медаль «Піонер комп'ютерної техніки» («Computer Pioneer»).
Помер раптово, від серцевого нападу.